# Zeta Bootis
Zeta Bootis (ζ Bootis, förkortad Zeta Boo, ζ Boo), som är stjärnans Bayer-beteckning, är en dubbelstjärna i södra delen av stjärnbilden Björnvaktaren. Den har en kombinerad skenbar magnitud av 3,78 och är synlig för blotta ögat där ljusföroreningar inte förekommer. Baserat på parallaxmätning inom Hipparcosuppdraget på cirka 18,1 mas, beräknas den befinna sig på ett avstånd av cirka 180 ljusår (55 parsek) från solen.

## Egenskaper
Primärstjärnan Zeta Bootis A är en blå till vit jättestjärna av spektralklass A2 III. Den har en radie som är cirka 3,6 gånger solens radie och avger cirka 80 gånger mer energi än solen från dess fotosfär vid en effektiv temperatur på cirka 9 000 K.
Följeslagaren Zeta Bootis B (CCDM 14411+1344 B) är även den en jättestjärna av spektralklass A2 III, som är separerad med 2,3 ± 1,7 bågsekunder och en hög excentricitet på 0,9977 vilket ger stjärnorna en minsta separation på endast 0,3 AE. Med parets omloppsperiod på 45 460 dygn eller 124,46 år kommer detta att inträffa under augusti 2023.